# Bill Smith (cestista 1939)
William F. Smith, detto Bill (Jersey City, 26 aprile 1939 – Lavallette, 13 settembre 2023), è stato un cestista statunitense, professionista nella NBA.

## Carriera
Venne selezionato dai New York Knicks al quinto giro del Draft NBA 1961 (42ª scelta assoluta).